# ميكولاس ألكنا
ميكولاس ألكنا (ولد في 28 سبتمبر 2002) هو لاعب ألعاب قوى ليتواني متخصص في رياضة رمي القرص، حقق رقم قياسي عالمي في هذا الحدث بمسافة 74.35 مترًا (243 قدمًا و 11 بوصة). في 19 عامًا فاز بالميدالية الفضية في بطولة العالم لألعاب القوى 2022، ليصبح أصغر فائز بميدالية عالمية في رمي القرص في التاريخ. ثم أصبح أصغر فائز على الإطلاق في تخصصه في بطولة أوروبا لألعاب القوى 2022، محققًا الرقم القياسي للمسابقة في هذه العملية.
في عام 2021، كان بطل العالم تحت 20 عامًا وبطل أوروبا تحت 20 عامًا. ميكولاس هو ابن بطل رمي القرص الأولمبي فيرجيليوس ألكنا. شقيقه مارتيناس ألكنا هو أيضًا رامٍ للقرص.
في دورة الألعاب الأولمبية الصيفية 2024 في باريس، حصل على الميدالية الفضية في حدث رمي القرص بتحقيقه رمية 69.97 مترًا في محاولته الثانية، متجاوزًا الرقم القياسي الأولمبي لوالده الذي ظل صامدًا منذ أولمبياد أثينا 2004 بفارق 8 سم، بعد تحطيم الرقم القياسي الأولمبي الذي احتفظ به والده لمدة 20 عامًا، بالكاد احتفظ به ألكينا لمدة 20 دقيقة. عندما حطم الجاميكي روجي ستونا الرقم القياسي بعد دقائق، مقدماً أفضل ما لديه وحقق رقمًا قياسيًا أولمبيًا جديدًا مسافة 70.0 مترًا. قام ألكينا بثلاث محاولات أخرى لكنه لم يتمكن من اللحاق باللاعب الجاميكي روجي ستونا.